# 7820 Ianlyon
7820 Ianlyon eller 1990 TU8 är en asteroid i huvudbältet som upptäcktes den 14 oktober 1990 av den tjeckiske astronomen Antonín Mrkos vid Kleť-observatoriet i Tjeckien. Den är uppkallad efter Ian Lyon.
Asteroiden har en diameter på ungefär 3 kilometer och den tillhör asteroidgruppen Nysa.